# Антоніо Валліснері
Антоніо Валліснері (італ. Antonio Vallisneri, 3 травня 1661, Трассиліко — 18 січня 1730, Падуя) — італійський вчений-натураліст, член Лондонського королівського товариства (з 30 листопада 1703 року).

## Біографія
Народився в маленькому селі поблизу Лукки. Медичну освіту здобув під керівництвом Марчелло Мальпігі, засновника мікроскопічної анатомії, в Медичній школі в Реджо-Емілії, закінчив курс зі званням доктора медицини у 1685 році. Будучи студентом, почав з вивчення арістотелівської філософії, але під впливом Мальпігі та Франческо Реді захопився філософією емпіриків. Продовжив освіту в Болоньї, Венеції, Падуї та Пармі. У 1700 році отримав звання екстраординарного професора кафедри практичної медицини, а в 1709 році — професора теоретичної медицини Падуанського університету.
Він підтримав Лейбніца у його відмові від арістотелівської теорії на користь підходу Галілео Галілея, заснованого на принципах експериментальної науки. Валліснері заявляв, що наукові знання набуваються через міркування, підкріплені досвідом. Навколо його відкриттів протягом усього життя вченого велися запеклі суперечки; хоча Валліснері і наводив на підтримку своїх міркувань докази, отримані досвідченим шляхом, багато з його сучасників не хотіли відмовлятися від середньовічних наукових теорій. 1700 він публікував свої Dialoghi sopra la curiosa Origine di molti Insetti (Цікаві діалоги про походження багатьох комах) в La Galleria di Minerva. В них він описав свої перші досліди розмноження комах. Книга з коментарями Реді та Мальпігі сприяла спростуванню теорії мимовільного зародження життя. Її текст, як це часто бувало в той час, написаний у формі діалогу Мальпігі і Плінія Старшого.
З 1701 Валліснері листувався з Мартіном Лістером, а з 1703 і з сером Гансом Слоуном, видними вченими Великої Британії. Знайомство з ними сприяло тому, що в кінці 1703 він був прийнятий в число членів Лондонського королівського товариства. В 1710 році Валліснері опублікував , del corpo umano e la Prima Raccolta d'Osservationi. У цій роботі він показав, що деякі паразитичні личинки у тканинах тварин викликаються мухами. Ця праця принесла йому міжнародне визнання, про що свідчить його листування. У 1713 році Валліснері видав твір tondi dell'Uomo, e de' Vitelli, в 1715 році — Istoria del Camaleonte Affricano, в 1721 році — Istoria della Generazione dell'Uomo, e degli Animali e il De' Corpi marini, che su' Monti si trovano. Через три роки після його смерті з'явилися Observaciones y disertaciones sobre la física, la medicina y la historia natural (у трьох томах), збірка всіх його творів.
Стиль праць Валліснері був чітким і точним. Валліснері йшов стопами Галілея у використанні італійської мови для своїх наукових трактатів. Він був одним із найшанованіших вчених: вибір італійської мови як мови для наукових праць був дуже сміливим для наукової спільноти того часу, як і раніше використовував латину як «мова знань».